# 蔣衡

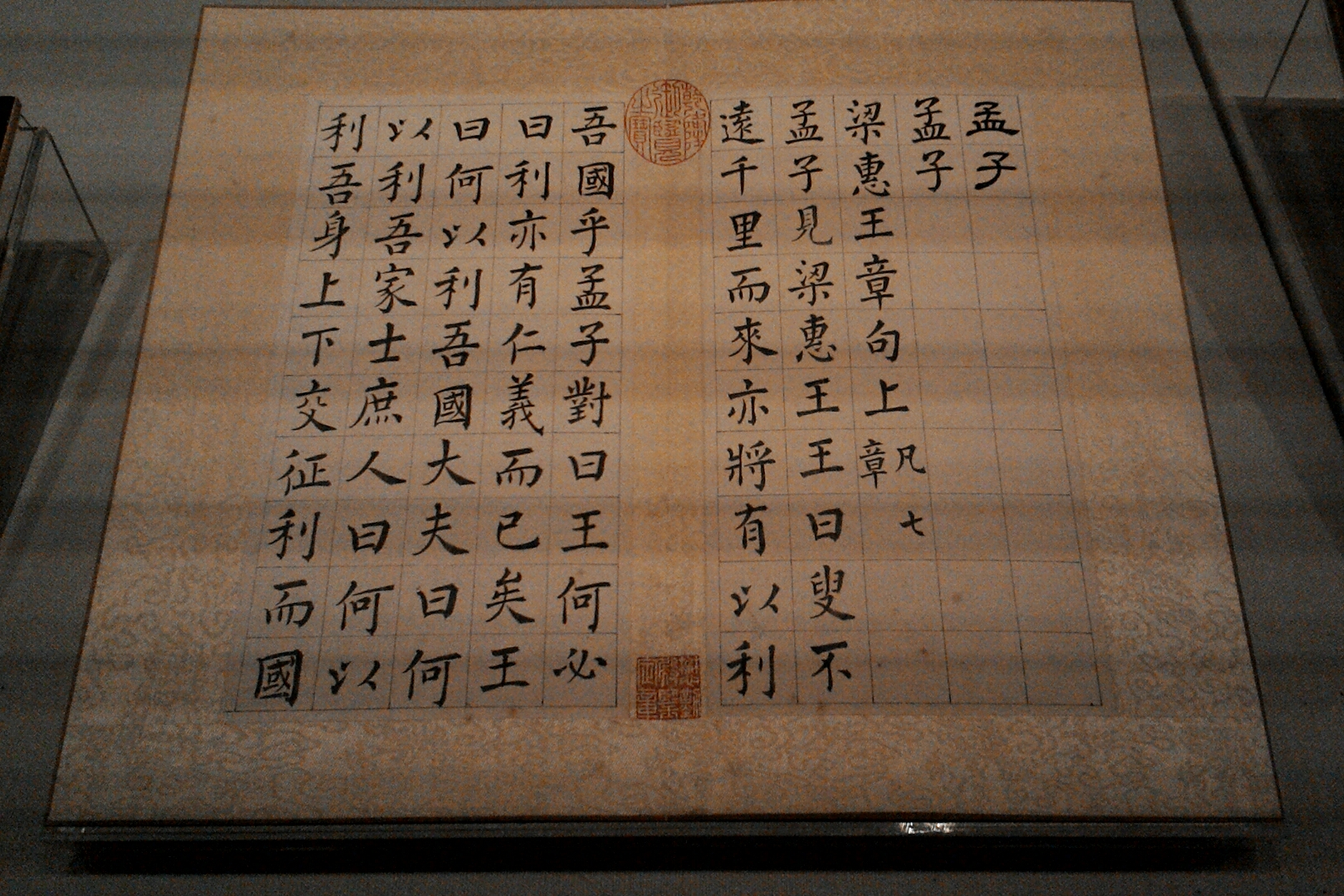
《孟子》，雍正四年（1724年）至乾隆二年（1739年）蔣衡寫本。

蔣衡（1672年—1743年），又名振生，字湘帆，一字拙存，號江南拙叟，江蘇金壇人，工书法。

## 生平
生於康熙十一年。十五岁隨杨宾学习书法，曾在扬州大明寺外墙壁题写“淮东第一观”。雍正年间為贡生，游历陕西，临摹各种碑帖300多种，后刻成《拙存堂临古帖》28卷，时任川陕总督的年羹尧慕名招他进督府指点书法。在西安看到唐朝的《開成石經》，決心自書十三經，至乾隆二年完成，歷時十二年，共63萬字、189塊碑，加上“大學碑”共190塊碑。乾隆五年（1740年）江南河道总督高斌将蒋衡手稿转献朝廷，收藏于故宫大成懋勤殿，賜蔣衡為國子監學正。翌年，谕旨以蒋衡手书为底本，刻石太学，于五十九年（1794年）刻成，定名《乾隆石经》。尝于扬州蕃厘观写《十三经》，马曰璐装潢，大学士高斌进之，奉命刊于辟雍，授官国子监学正。观中建写经楼，法净寺旁「淮东第一观」，是所书也（载《扬州画舫录》卷2）。应高斌邀请，为江南河道总督署园林清晏园中的荷芳书院诸景点书写题名。乾隆八年，蔣衡卒。
乾隆五十六年（1791年），乾隆帝命和珅、王杰为总裁，彭元瑞與劉墉負責考訂蔣衡所書經文，將俗體字改為古體字。乾隆五十九年（1794年）刻成《乾隆石经》，“刊之石版，列于太学，用垂永久”。彭元瑞另著有《乾隆石经考文提要》，乾隆亲自为《提要》撰序。有真书189块，加一块乾隆《刊石经谕旨碑》，总计63万余字，现存国子监。
著有《拙存堂临古帖》28卷（临摹碑帖300多种）、《拙存堂诗文集》、《拙存堂文集》（浙江巡抚纳兰常安序）、《拙存堂题跋》、《蒋氏游艺秘录》、《读易私记》、《书法论》等。钤印：蒋衡、拙存、橐宇巢仙、拙存老人、仁者寿。

## 家庭
- 父蒋进，顺治年间贡生。
- 子画家蔣驥 (清朝)。
- 孙儿蒋和，善书画。